# World Wonder Ring Stardom
La World Wonder Ring Stardom (o semplicemente Stardom) è una federazione di joshi puroresu (wrestling femminile) giapponese, fondata dall'ex produttore per la All Japan Women's Pro Wrestling Rossy Ogawa e le ex wrestlers Fuka Kakimoto e Nanae Takahashi. Acquistata nel 2019 dalla Bushiroad, proprietaria della New Japan Pro-Wrestling, nel 2024 la Stardom è diventata sussidiaria della NJPW.

## Storia

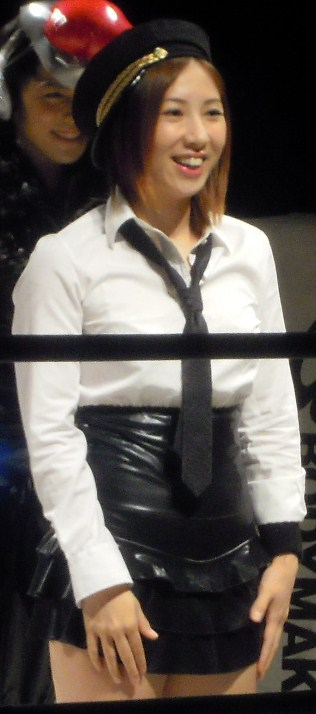
Fuka, fondatrice della Stardom insieme a Rossy Ogawa

La World Wonder Ring Stardom iniziò a prendere forma nel 2010 con il ritiro della wrestler Fuka, che cominciò ad allenare molte delle lottatrici che poi divennero parte del nucleo iniziale della federazione, che insieme a Rossy Ogawa proclamò la nascita della Stardom durante una conferenza al quale erano presenti anche Yuzuki Aikawa, Mayu Iwatani, Arisa Hosiko, Yoshiko e molte altre atlete sotto l'ala protettiva di Fuka.

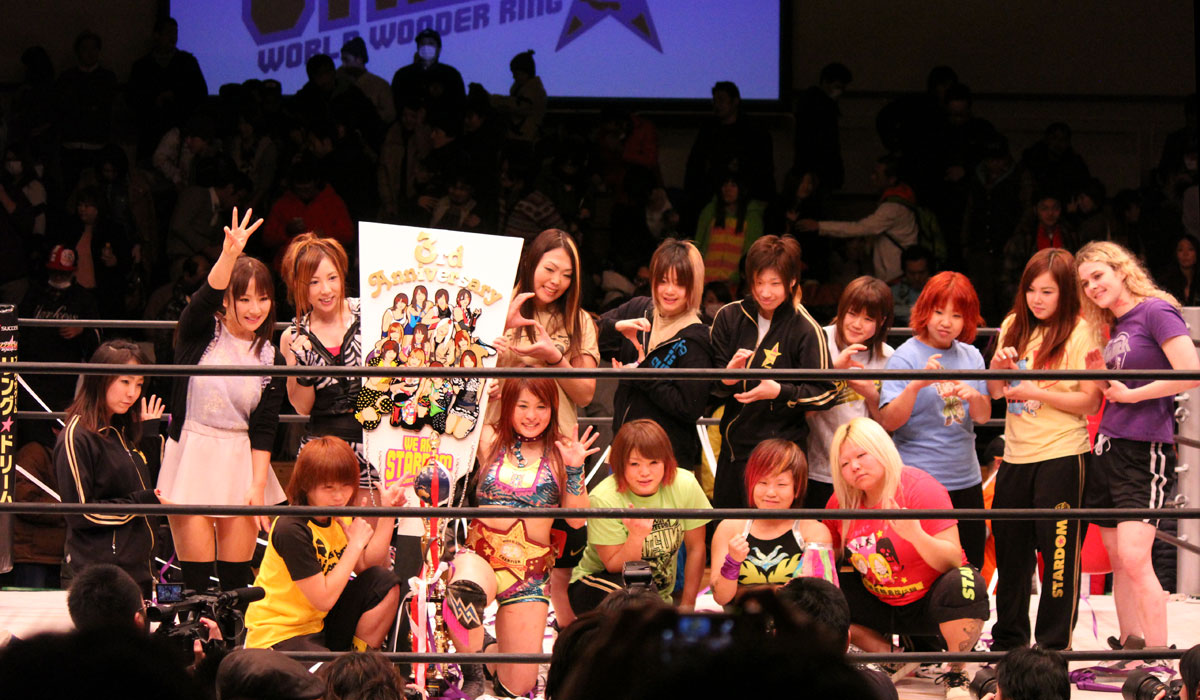
Il roster della Stardom nel 2014

Il primo vero show la Stardom lo tenne a Tokyo il 24 luglio 2011 dove si ricorda l'incontro, divenuto virale sul web, fra la debuttante Haruka, di 9 anni, e Kenny Omega, ai tempi star della DDT Pro-Wrestling. Durante lo stesso evento vennero incoronate le prime campionesse, con Aikawa prima Wonder of Starodm Champion e Natsuki Taiyo a vincere l'High Speed Championship. Quella stessa sera si ricorda il debutto di Io Shirai, destinata a diventare una delle wrestler più rappresentative della Stardom nei tempi a venire.
Dopo aver istituito l'annuale torneo Cinderella, nel 2015 la Stardom ha tenuto il suo primo show al di fuori del Giappone, a Los Angeles, e divenne la prima federazione di joshi puroresu a tenere regolarmente show al Koruaken Hall in Tokyo dai tempi della Gaea Japan. Nel 2016 invece ci fu il lancio del canale YouTube ufficiale Stardom World.
La Bushiroad, proprietaria della New Japan Pro-Wrestling ha acquistato la Stardom nel 2019, iniziando quindi una collaborazione tra le due federazioni, portando al primo match femminile in assoluto per la NJPW nel corso di Wrestle Kingdom 14. Nel 2022, il culmine del primo evento prodotto in collaborazione da Stardom e NJPW, Historic X-over, ha visto l'assegnazione dell'IWGP Women's Championship, il primo titolo femminile della NJPW. A vincere il titolo fu Kairi che sconfisse Mayu Iwatani.
Nel 2023 la Stardom, insieme alla NJPW, la Noah e altre federazioni, è uno dei membri fondatori dello United Japan Pro Wrestling, un'alleanza societaria con l'obiettivo di salvaguardare e espandere il wrestling in Giappone.
Dopo l'allontanamento di Ogawa che andrà a fondare la Dream Star Fighting Marigold, nel 2024 viene annunciato che la Stardom diventerà di proprietà della stessa NJPW a partire dal 28 giugno.

## Riconoscimenti

### Titoli
| Titolo                            | Titolo                                         | Vittoria         | Vittoria | Vittoria                         |
| Nome                              | Campionessa                                    | Data             | Città    | Evento                           |
| --------------------------------- | ---------------------------------------------- | ---------------- | -------- | -------------------------------- |
| World of Stardom Championship     | Saya Kamitani                                  | 29 dicembre 2024 | Tokyo    | Dream Queendom                   |
| Wonder of Stardom Championship    | Starlight Kid                                  | 29 dicembre 2024 | Tokyo    | Dream Queendom                   |
| High Speed Championship           | Mei Seira                                      | 28 luglio 2024   | Sapporo  | World Rendez-vous                |
| Goddesses of Stardom Championship | H.A.T.E. (Natsuko Tora e Ruaka)                | 24 luglio 2025   | Tokyo    | Stardom Nighter in Korakuen Hall |
| Artist of Stardom Championship    | Neo Genesis (Starlight Kid, Miyu Amasaki, AZM) | 2 febbraio 2025  | Tokyo    | Supreme Fight                    |

New Blood
| Titolo                          | Titolo                                        | Vittoria         | Vittoria   | Vittoria        |
| Nome                            | Campionessa                                   | Data             | Città      | Evento          |
| ------------------------------- | --------------------------------------------- | ---------------- | ---------- | --------------- |
| Future of Stardom Championship  | Hina                                          | 24 febbraio 2025 | Utsunomiya | Path of Thunder |
| New Blood Tag Team Championship | Empress Nexus Venus (Hanako e Waka Tsukiyama) | 26 dicembre 2024 | Tokyo      | New Blood 17    |

Condivisi con la NJPW
| Titolo                    | Titolo      | Vittoria       | Vittoria | Vittoria       |
| Nome                      | Campionessa | Data           | Città    | Evento         |
| ------------------------- | ----------- | -------------- | -------- | -------------- |
| IWGP Women's Championship | Sareee      | 21 giugno 2025 | Tokyo    | The Conversion |

### Tornei
| Torneo                          | Ultima Vincitrice | Data            |
| ------------------------------- | ----------------- | --------------- |
| 5★Star Grand Prix               | Maika             | 31 agosto 2024  |
| Cinderella Tournament           | Sayaka Kurara     | 15 marzo 2025   |
| Goddesses of Stardom Tag League | Hanan e Saya Iida | 8 dicembre 2024 |

## Eventi
- Dream Queendom
- New Blood
- Flashing Champions
- Anniversary Show
- Gold Rush
- All Star Grand Queendom